# Координаційне бюро європейської та євроатлантичної інтеграції Секретаріату Кабінету Міністрів України
Координаційне бюро європейської та євроатлантичної інтеграції Секретаріату Кабінету Міністрів України — структурний підрозділ Секретаріату Кабінету Міністрів України, що діяв з 16 липня 2008 по 31 березня 2010.
Бюро утворене 16 липня 2008 на базі Управління з питань європейської інтеграції, яке було ліквідоване.
31 березня 2010 року постановою Кабінету Міністрів України № 286 у структурі Секретаріату Кабінету Міністрів України утворене Бюро європейської інтеграції, а Координаційне бюро європейської та євроатлантичної інтеграції ліквідоване.
Чисельність бюро — 60 штатних одиниць. Бюро очолював директор, який призначався на посаду та звільнявся з посади Кабінетом Міністрів за поданням Міністра Кабінету Міністрів. 24 вересня 2008 директором Бюро був призначений Трюхан Вадим Валерійович.

## Завдання
Бюро здійснювало організаційне, експертно-аналітичне, інформаційне та інше забезпечення діяльності Кабінету Міністрів України, урядових комітетів, керівництва Кабінету Міністрів та керівництва Секретаріату Бюро з питань:
- стратегічного планування європейської та євроатлантичної інтеграції;
- співробітництва з Європейським Союзом та НАТО, їх статутними органами та іншими інституціями, а також з державами-членами ЄС та НАТО, а також їх об'єднаннями з питань європейської та євроатлантичної інтеграції;
- імплементації положень Угоди про партнерство і співробітництво між Україною та Європейськими Співтовариствами та їх державами — членами, Плану дій Україна — ЄС, моніторингу домовленостей між Україною та ЄС;
- імплементація положень програмних документів у сфері євроатлантичної інтеграції та моніторингу домовленостей між Україною та НАТО, а також державами — членами НАТО з питань євроатлантичної інтеграції;
- розвитку договірно-правової бази між Україною та ЄС, у тому числі щодо укладення Угоди про асоціацію, яка міститиме положення про створення поглибленої зони вільної торгівлі;
- підготовки до участі України у програмах та агентствах ЄС;
- адаптації законодавства України до законодавства ЄС;
- співробітництва в рамках Ради Європи;
- залучення та використання допомоги ЄС, НАТО, а також держав-членів ЄС та НАТО на підтримку європейської та євроатлантичної інтеграції;
- інформування громадськості з питань європейської та євроатлантичної інтеграції;
- підготовки, перепідготовки та підвищення кваліфікації фахівців у сфері європейської та євроатлантичної інтеграції.

## Функції Бюро
Бюро, зокрема:
- проводило моніторинг та аналіз ефективності реалізації державної політики у сфері європейської та євроатлантичної інтеграції України, у тому числі щодо впровадження внутрішніх реформ, спрямованих на наближення до стандартів ЄС;
- готувало пропозиції щодо вдосконалення державної політики у сфері європейської та євроатлантичної інтеграції України та інституційного механізму її реалізації;
- забезпечувало горизонтальну координацію роботи органів виконавчої влади з питань європейської та євроатлантичної інтеграції;
- забезпечувало підготовку засідань українських частин Ради та Комітету з питань співробітництва між Україною та Європейськими Співтовариствами (Європейським Союзом);
- здійснювало координацію підготовки спільних засідань Ради та Комітету з питань співробітництва між Україною та Європейським Співтовариствами (Європейським Союзом);
- організовувало підготовку засідань Координаційної ради з адаптації законодавства України до законодавства Європейського Союзу;
- координувало співпрацю органів виконавчої влади з Громадською експертною радою при Українській частині Комітету з питань співробітництва між Україною та ЄС;
- брало участь в інформуванні громадськості про діяльність керівництва Кабінету Міністрів та Секретаріату з питань європейської та євроатлантичної інтеграції;
- брало участь у реалізації проектів технічної допомоги за підтримки ЄС, НАТО та/або їх держав — членів;
- забезпечувало підготовку до розгляду на засіданні Урядового комітету європейської інтеграції та міжнародного співробітництва та засіданнях Кабінету Міністрів Країни проектів нормативно-правових актів, у тому числі тих, які за висновком Мінюсту не відповідають acquis communautaire;

## Взаємодія
Бюро взаємодіє:
- зі структурними підрозділами Секретаріату КМУ,
- службами Апарату Верховної Ради України, Секретаріату Президента України, органів виконавчої влади та органів місцевого самоврядування,
- з посольствами і представництвами іноземних держав та міжнародних організацій в Україні та дипломатичними установами України за кордоном, у тому числі
  - Представництвом України при Європейських Співтовариствах (Європейському Союзі),
  - Делегацією Європейської Комісії в Україні,
  - Місією України при НАТО,
  - Постійним представництвом України при Раді Європи
- Національним центром з питань євроатлантичної інтеграції,
- неурядовими організаціями, консультативними центрами, експертами, науковцями, професійними організаціями тощо.

## Структура Бюро
До складу Бюро входили:
- Управління моніторингу відносин Україна — ЄС;
- Управління стратегічного планування європейської інтеграції;
- Управління євроатлантичної інтеграції.